# Bangala
Pour les articles homonymes, voir Bangala (homonymie).
Le bangala (aussi appelé ngala) est une langue bantoue parlée au nord-est de la république démocratique du Congo, au nord de la République du Congo, au Soudan du Sud, et à l'extrême ouest de l'Ouganda. En république démocratique du Congo, sa zone d'extension est limitée vers l'ouest et le sud-ouest par celle du lingala (dont elle est linguistiquement proche), et vers le sud par celle du swahili.

## Utilisation
Le bangala est une langue véhiculaire utilisée par des populations de langues maternelles diverses, pour la plupart bantoues, mais également nilo-sahariennes, ainsi que d'autres familles nigéro-congolaises. Elle n'est pratiquement pas parlée en tant que langue maternelle, mais elle compte 3 500 000 locuteurs en tant que langue secondaire en 1991.
Vers les années 1980, avec la popularité du lingala dans la musique moderne congolaise, les jeunes des villages et des villes ont commencé à adopter le lingala à tel point que leur bangala est devenu plus un dialecte qu’une langue séparée.
Le verbe « être » conjugué au présent de l’indicatif en bangala et en comparaison avec celui conjugué en lingala.
| Français                                  | Lingala | Bangala |
| ----------------------------------------- | ------- | ------- |
| Je suis                                   | nazali  | nazi    |
| Tu es                                     | ozali   | ozi     |
| Il / Elle est                             | azali   | azi     |
| Il / Elle est (pour un animal, une chose) | ezali   | azi     |
| Nous sommes                               | tozali  | tozi    |
| Vous êtes                                 | bozali  | bozi    |
| Ils / Elles sont                          | bazali  | bazi    |

Le préfixe ko- qui sert à marquer les verbes à l'infinitif en lingala devient ku en bangala. Par exemple, kosala (travailler) en lingala devient kusala (travailler) en bangala.

## Classification
Le bangala est dans le groupe C.30 de la classification SIL. Les classifications de Guthrie et Bastin/Coupé/Mann ne possèdent pas de langue sous ce nom.
Les mots de la langue du bangala sont normalement très longs. D'après Julien Malgrange, le bangala est la langue la plus longue à apprendre[réf. nécessaire]. 